# Brenda Vaccaro
Brenda Buell Vaccaro (Nova Iorque, 18 de novembro de 1939) é uma atriz norte-americana.
Nascida em Brooklyn, Nova Iorque filha de pais ítalo-americanos. Estudou teatro na Neighborhood Playhouse em Nova Iorque e estreou na Broadway em 1961.
Em 1969 participou do filme Midnight Cowboy, onde obteria uma indicação para o Globo de Ouro de melhor atriz coadjuvante em cinema. Em 1975 venceria esta categoria em sua atuação no filme Once Is Not Enough, pelo qual obteria também a indicação ao Óscar de atriz coadjuvante. Seu filme mais recente é You Don't Know Jack de 2010, pelo qual foi premiada com o Satellite Award como melhor atriz coadjuvante.
Possui diversas participações em filmes e séries de televisão. Fez uma participação na série Friends como Gloria Tribbiani, mãe de Joey Tribbiani. Trabalhou como dubladora no papel de Bunny, mãe de Johnny Bravo, entre outros.